# Паолини, Пьетро

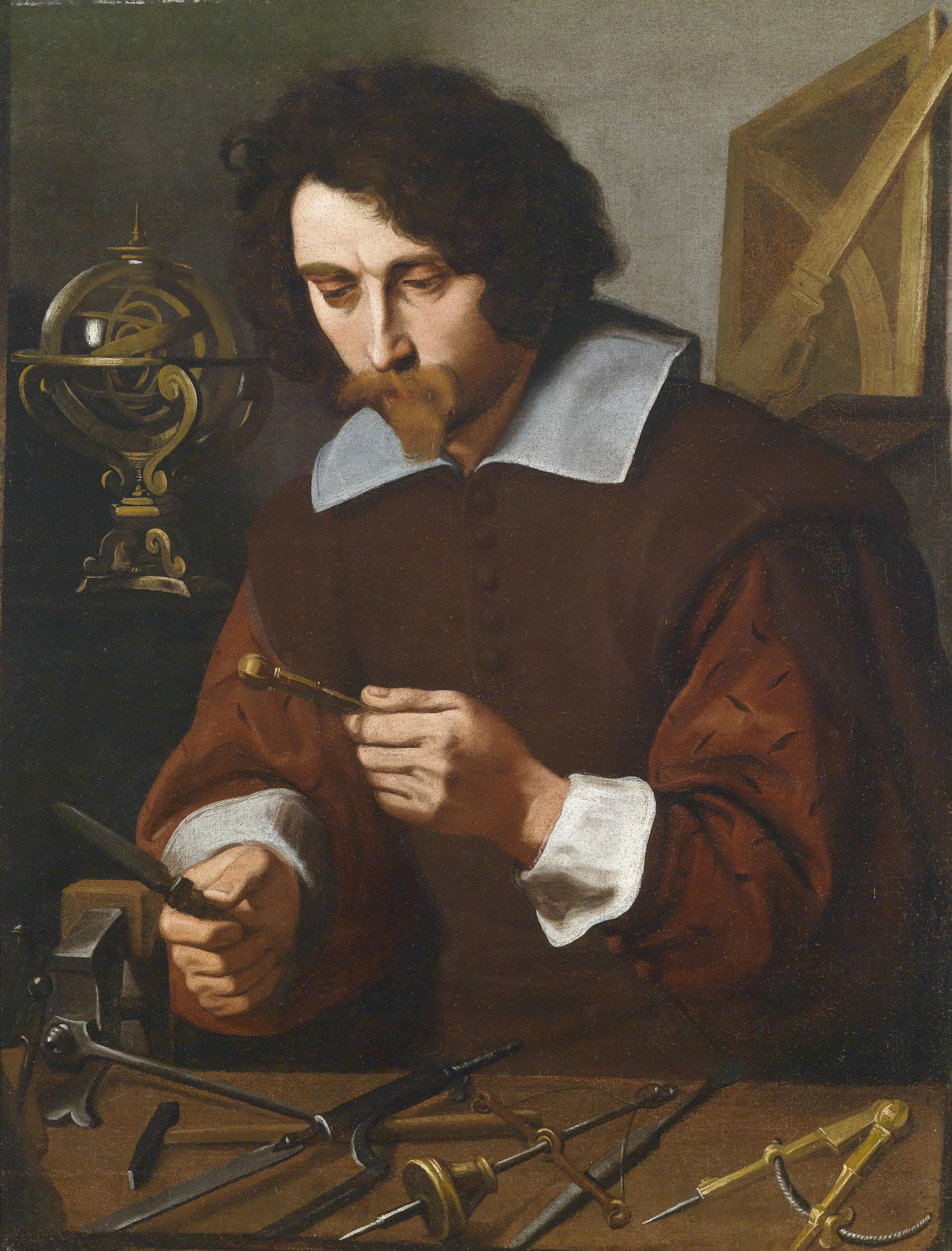
П. Паолини. Изобретатель математических инструментов. 1640 г.

Пьетро Паолини известный также как Паолино (итал. Pietro Paolini; 3 июня 1603, Лукка — 12 апреля 1681, там же) — итальянский художник эпохи барокко.

## Биография
Родился в Тоскане. Шестнадцатилетнего юношу отец отправил на учебу в Рим к художнику Анжело Кароселли, где он пробыл до 1628—1629 года, познакомившись с болонской и флорентийской школами живописи, работами Караваджо. В этот период Паолино находился под сильным влиянием одного из крупнейших караваджистов Бартоломео Манфреди и его окружения.
В 1629 году отправился в Венецию, где прожил два года, изучая стиль и технику местных мастеров.
В 1631 году Паолини вернулся в Лукку, получив известие о смерти отца. Открыл собственную студию, где работал, создав свой оригинальный стиль, писал натюрморты и салонные картины, часто на музыкальные или аллегорические темы, в том числе, серии о культуре и науке того времени, астрономии, геометрии, философии.
В 1652 году в родном городе Паолини открыл школу живописи − Accademia del naturale, основанную на принципе искусства от природы, в которой наряду с живописью знакомил учеников с важными течениями естествознания.

## Галерея

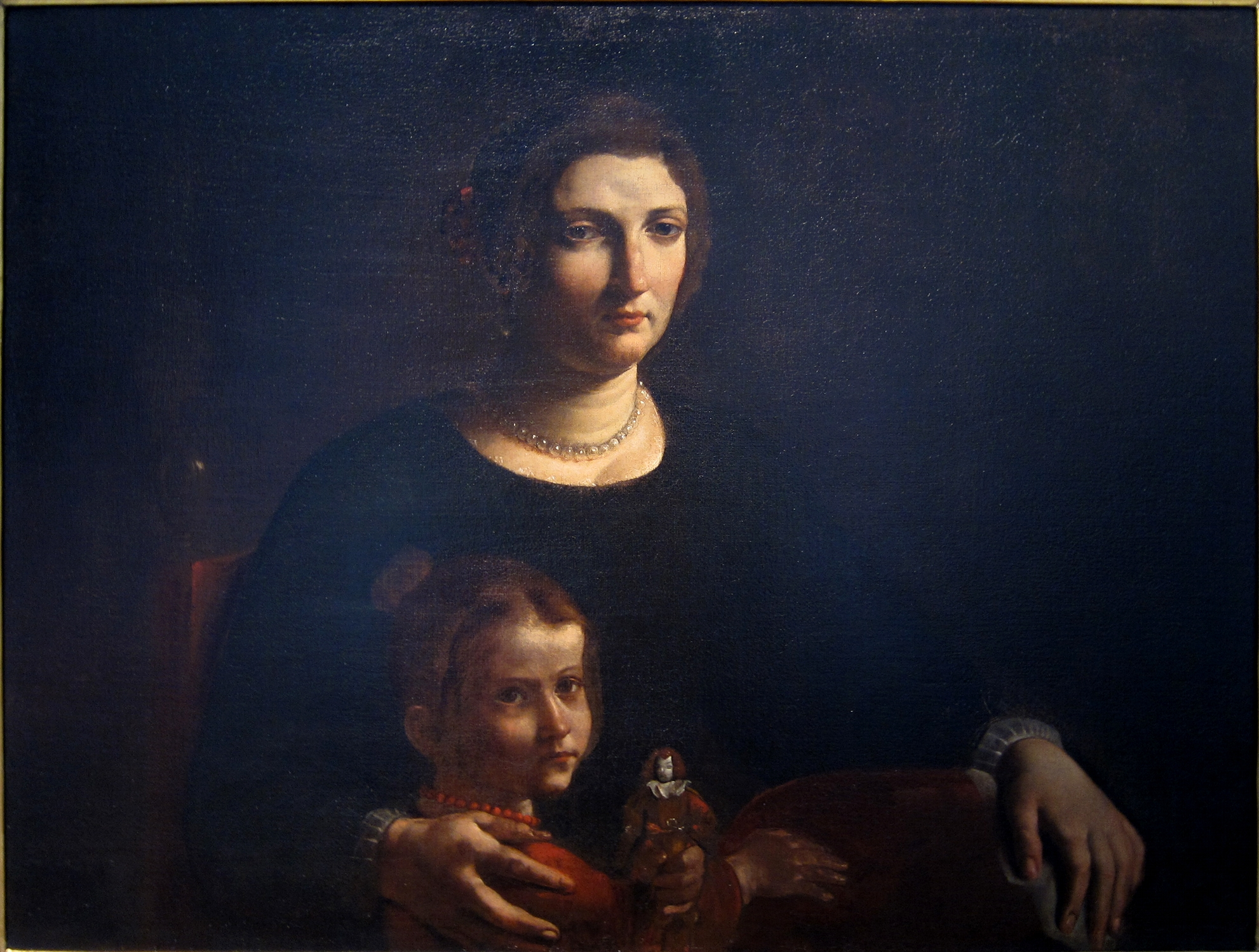
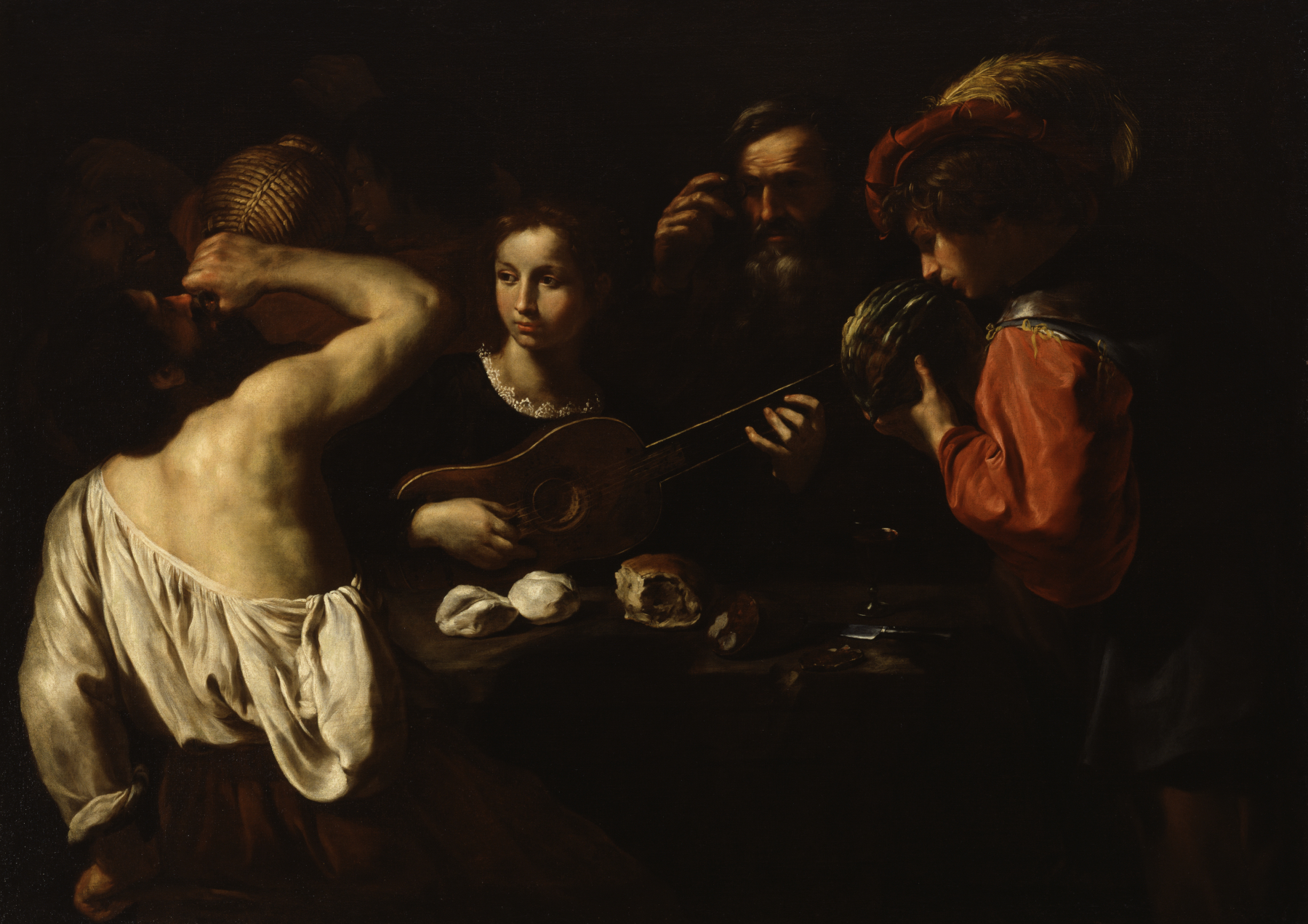
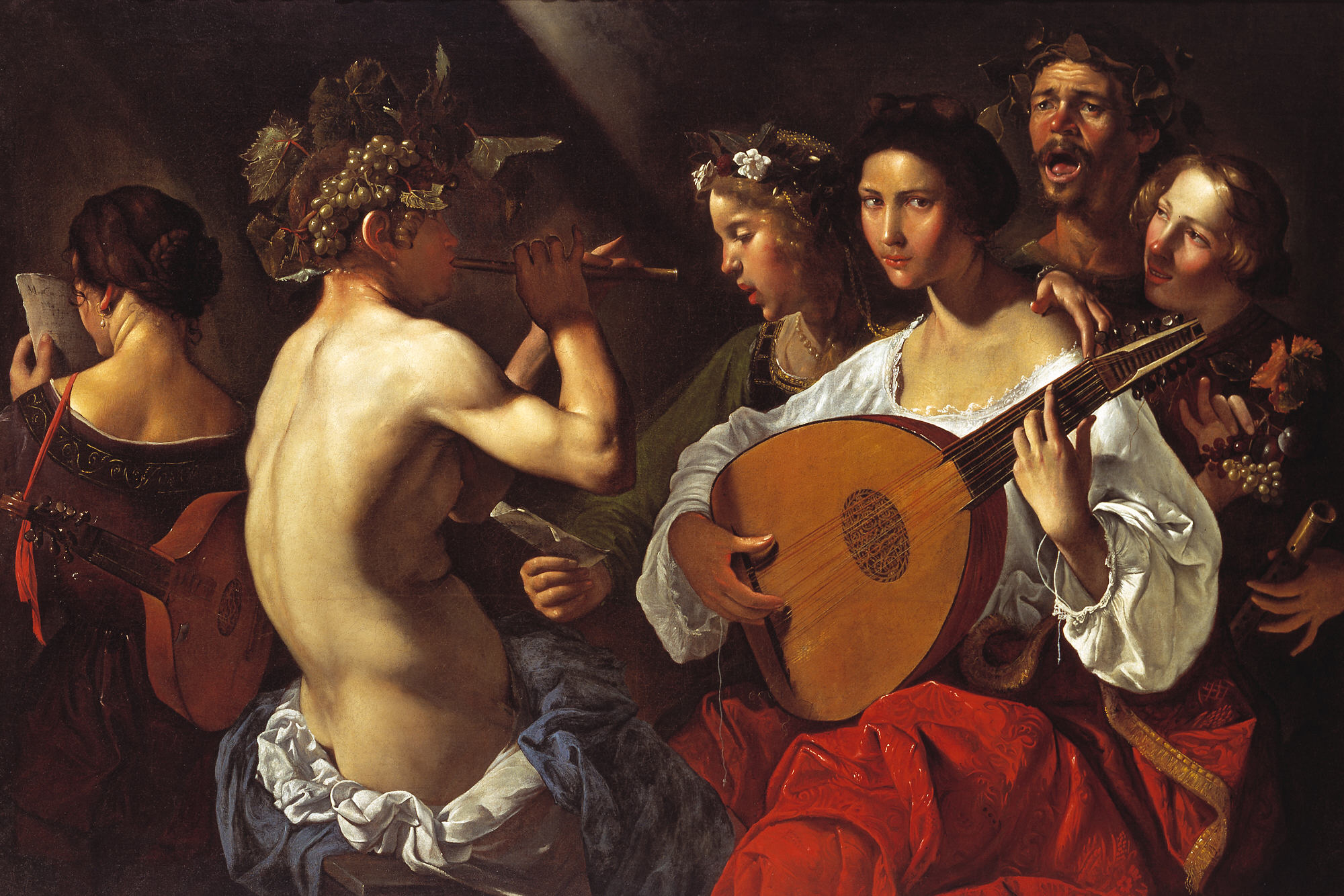
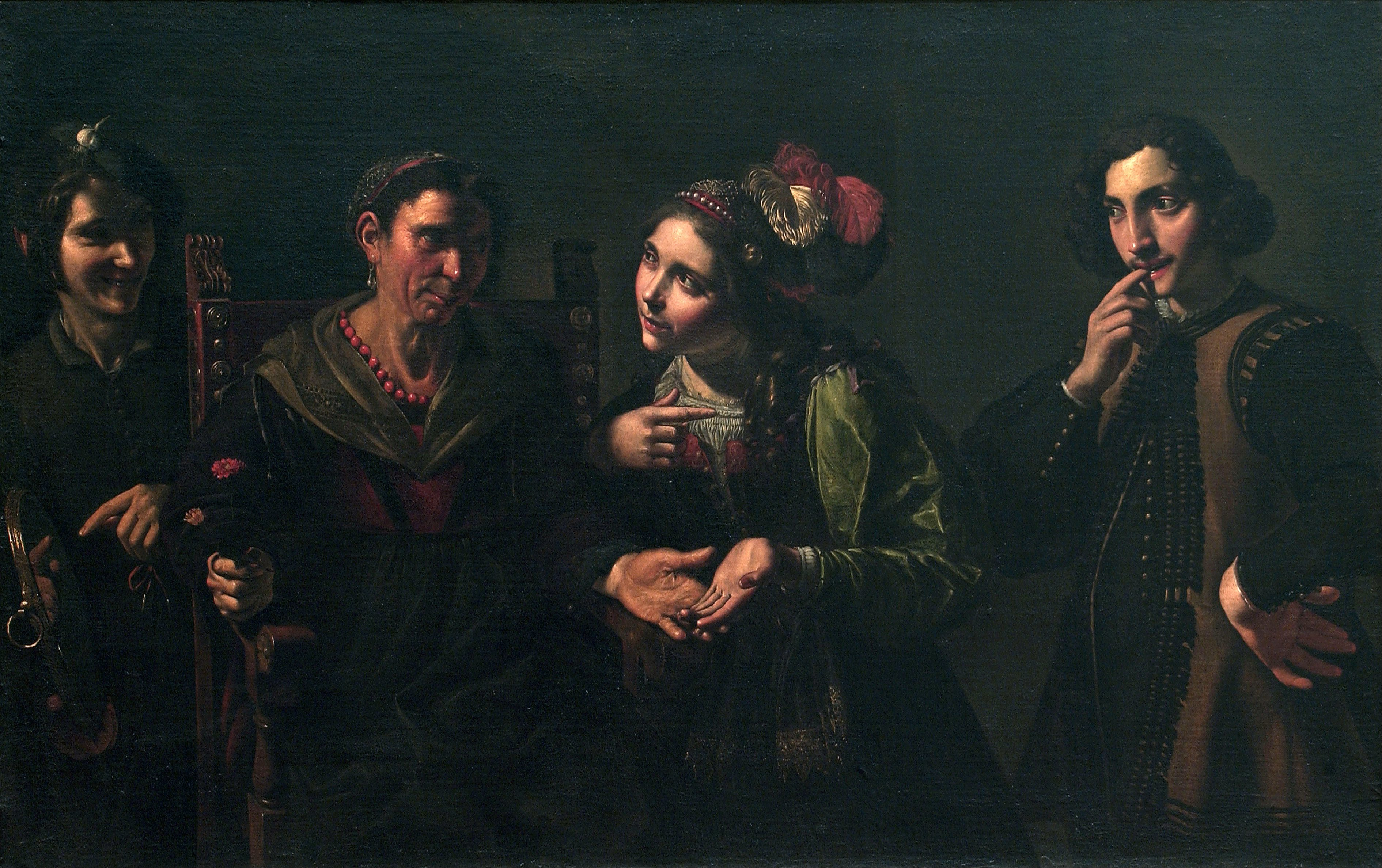
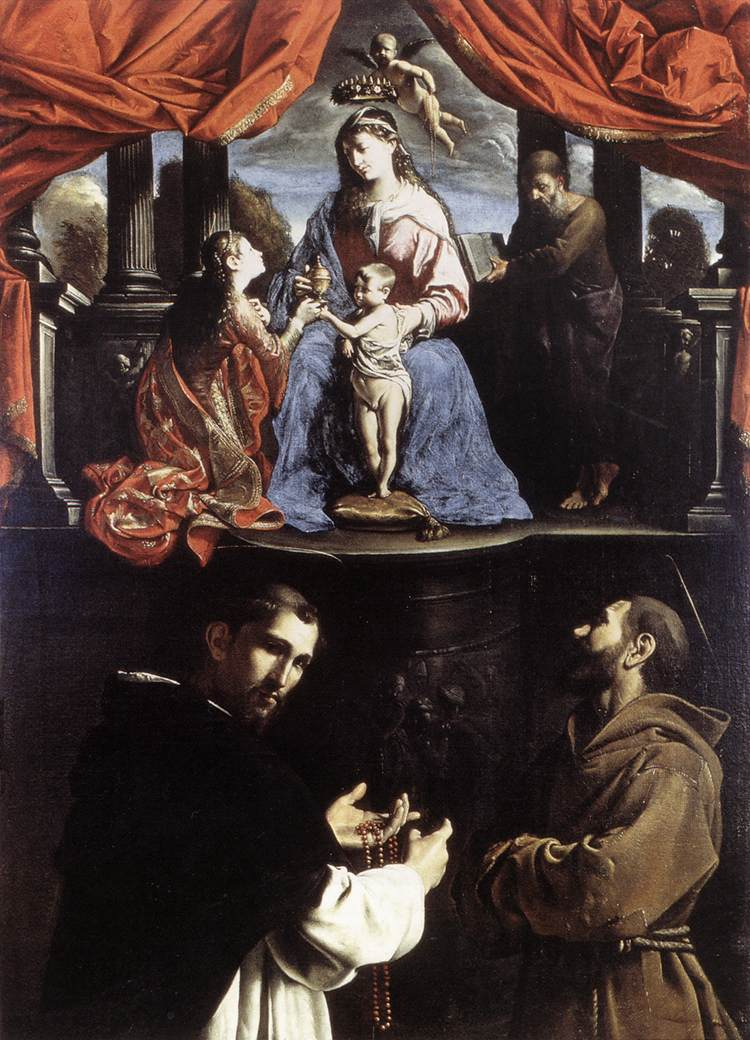
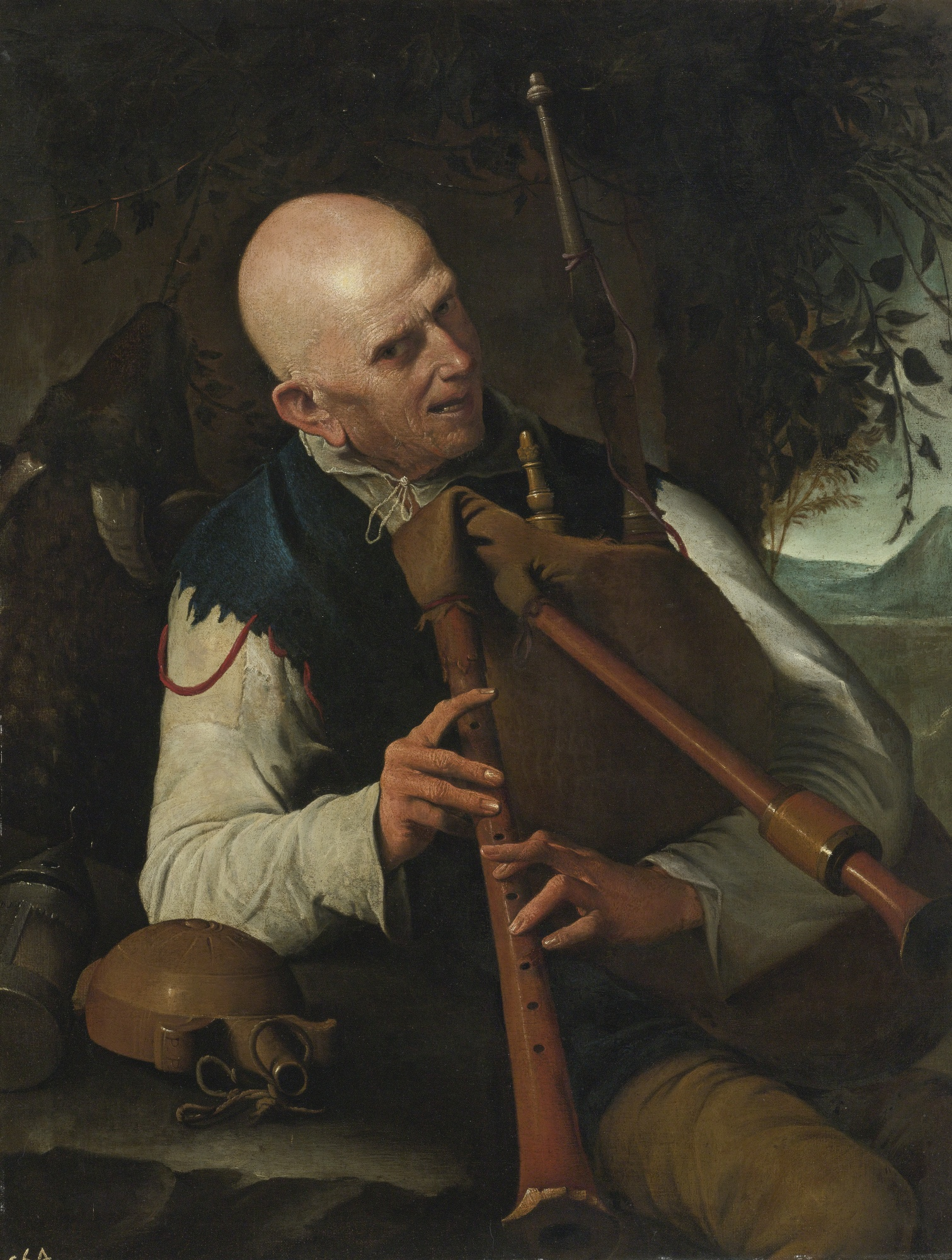
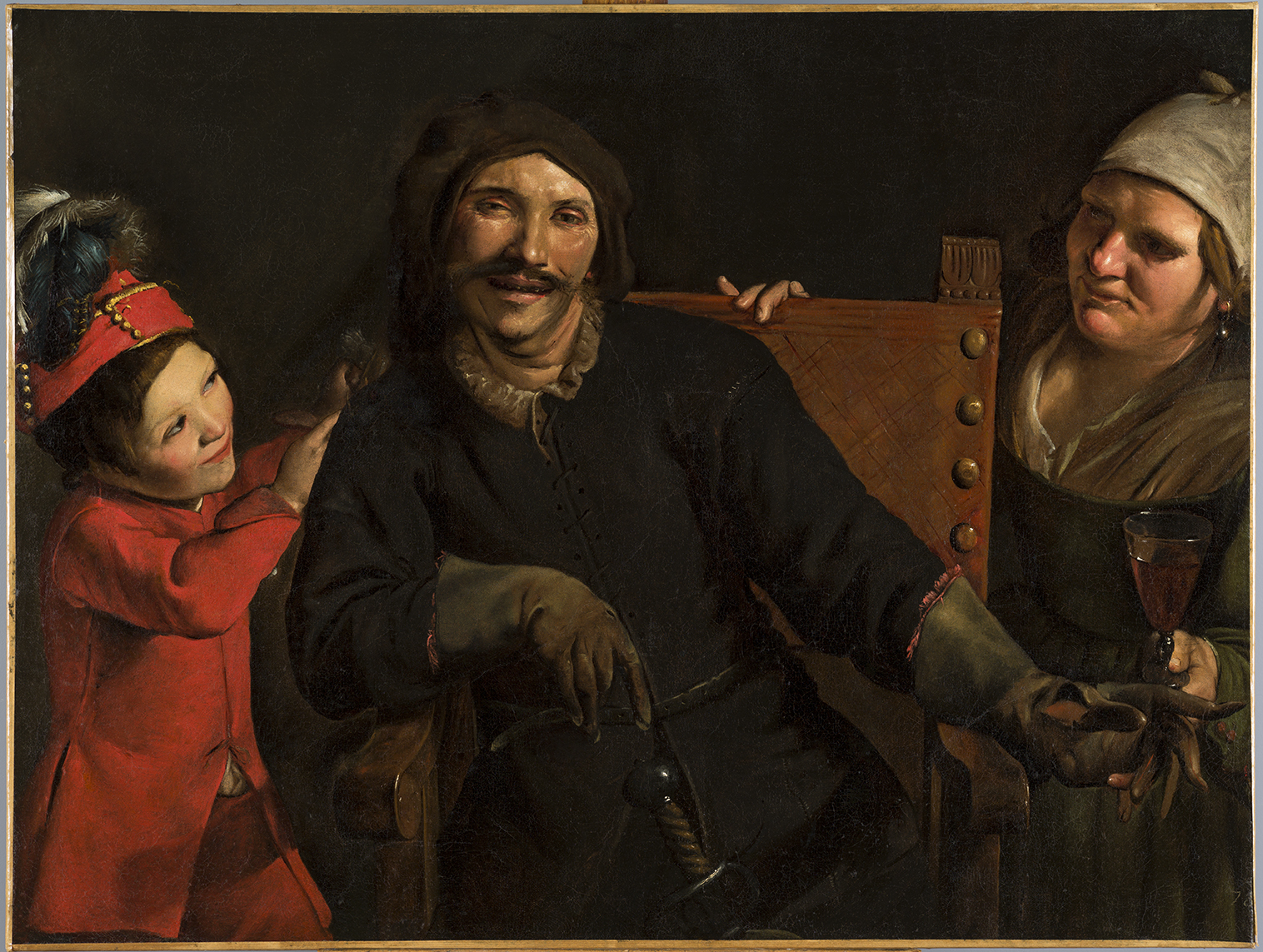
Портрет Тибе́рио Фьори́лли в роли Скарамучча (Скарамуша)